# کانال فراعنه

موقعیت تقریبی کانال فراعنه

کانال فراعنه که به نام کانال داریوش یا کانال سوئز باستان یا کانال نخو نامیده می‌شود، نسخه قدیمی کانال سوئز است که در زمان هخامنشی و دوران بسیار قدیم ساخته شده و مورد استفاده قرار می‌گرفت، تا اینکه در سال ۷۶۷ میلادی به دلایل استراتژیک در طی یک شورش برای همیشه بسته شد. با پیوند دادن نیل به دریای سرخ از طریق وادی طمیلات سیر متفاوتی از نمونه مدرن خود دنبال کرد. کار تحت فرمان فراعنه آغاز شد. طبق کتیبه‌های داریوش بزرگ در سوئز و هرودوت، اولین دهانه کانال بدستور پادشاه ایران داریوش بزرگ حفر و اتمام گردید اما نویسندگان باستانی بعدی مانند ارسطو، استرابون و پلینیوس اظهار داشتند که او نتوانست کار را کامل کند. احتمال دیگر این است که در دوره بطلمیوسی در زمان بطلمیوس دوم، زمانی که مهندسان مشکل غلبه بر اختلاف ارتفاع را از طریق قفل کانال حل کردند، به پایان رسید.
مهمترین سند در ارتباط با حفر این کانال کتیبه‌های داریوش هخامنشی است که در موزه‌های لوور فرانسه و مصر نگهداری می‌شود که فرمان حفر کانال و اتمام آن یاد می‌کند؛ بجز این کتیبه‌های داریوش، سند و مدرک دیگری دال بر سازنده دیگری وجود ندارد.
داریوش یکم در کتیبه‌های پنج‌گانه خویش که با چهار زبان باستانی پارسی، ایلامی، بابلی و مصری به‌صورت روشن گفته‌است:
این کانال به دستور من حفر شد و هنگامی که به اتمام رسید، همانگونه که در اندیشه داشتم (محاسبه می‌کردم) کشتی‌های من از نیل مصر به دریایی که به پارس می‌رود رفتند.
استراتژی و هدف اصلی داریوش برای حفر کانال، حمل و نقل گسترده و سریع کالا میان پارسه و مصر، و همچنین در صورت نیاز، حرکت سریع کشتی‌های نظامی حامل سربازان هخامنشی، از راه آبی مستقیم بین پارس و مصر بوده‌است؛ این نشان می‌دهد که نخستین دستور حفاری توسط داریوش صورت گرفته و همچنین در زمان وی حفر کانال به اتمام رسیده و به بهره‌برداری رسیده‌است. یافته‌های باستانشناسی در شوش و تخت جمشید و مصر نشان می‌دهد که در دوره هخامنشی تجارت مصر با پارسه و شوش رونق بسیار زیادی داشته‌است که نشان‌دهنده حمل و نقل دریایی گسترده با کشتی‌های هخامنشی میان پارسه و مصر است. مهم‌ترین هدف داریوش یکم برای حفر کانال، امنیت و پایداری ساتراپ‌های مودریا، کوش، کارتاژ و مناطق همجوار بوده‌است که دریافت مالیات و اعزام ارتش و تجهیزات به این مناطق برای سرکوب شورش‌ها را سرعت می‌بخشید. هنگام شورش در این ساتراپ‌ها، سربازان گارد جاویدان هخامنشی با کشتی از خلیج فارس با سرعت خود را به مصر می‌رساندند و بهمراه دیگر سربازان هخامنشی که از مناطق نزدیک مصر وارد مصر می‌شدند، شورش را با سرعت سرکوب می‌نمودند.

## کارهای مصریان و ایرانیان

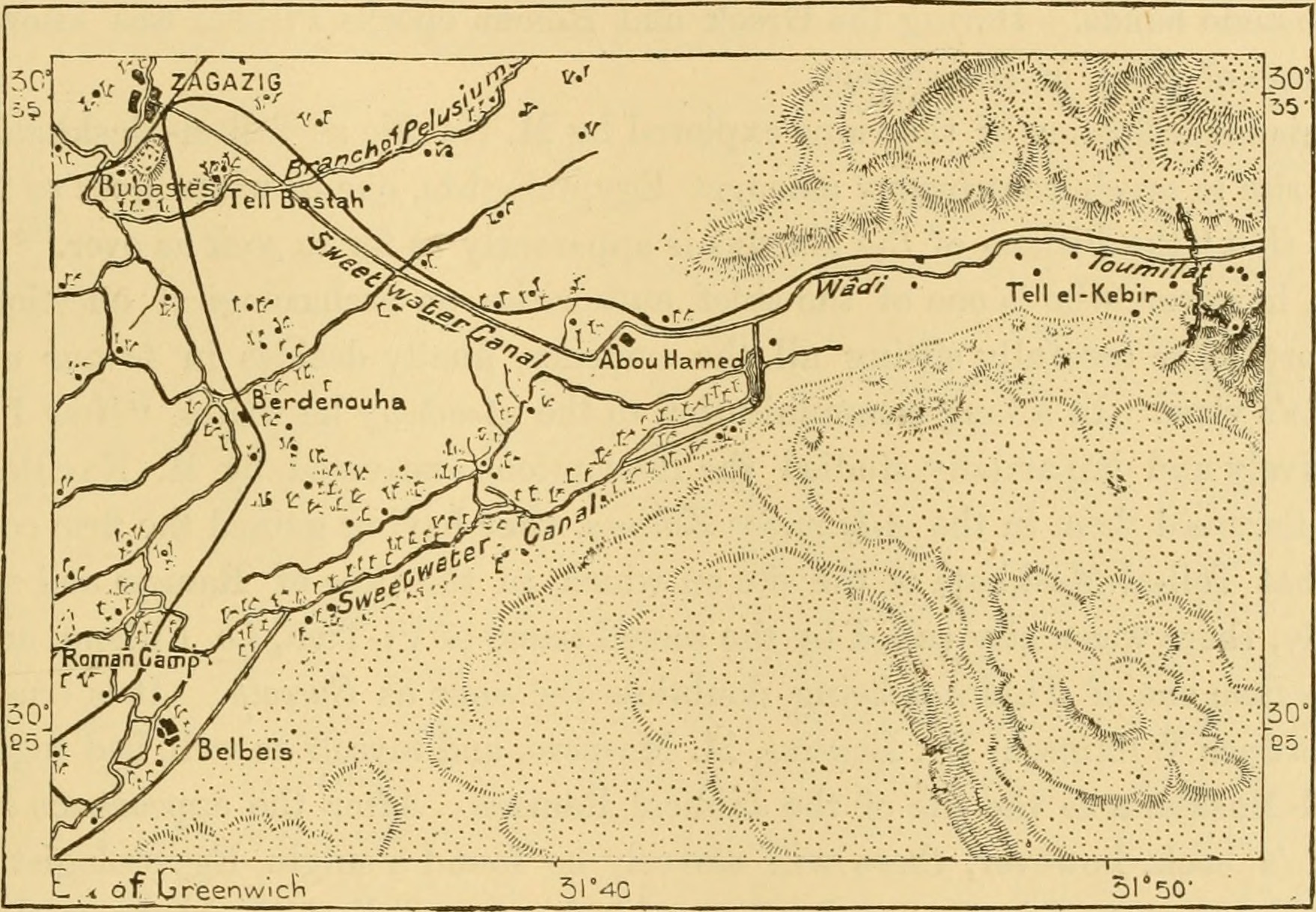
کانال فراعنه بر اساس نقشه سال 1886

حداقل تا زمان ارسطو پیشنهادهایی مبنی بر اینکه شاید در اوایل سلسله دودمان دوازدهم مصر، فرعون سنوسرت سوم (۱۸۷۸–۱۸۳۹ قبل از میلاد)، ممکن است یک کانال پیوستن به رود نیل با دریای سرخ را آغاز کرده باشد. ارسطو در آثار علوی خود نوشت:
| « | یکی از پادشاهان آنها سعی کرد کانالی به آن بسازد (زیرا قابل استفاده نبود که کل منطقه قابل کشتیرانی باشد؛ گفته می‌شود سنوسرت سوم اولین پادشاهان باستانی بود که تلاش می‌کرد)، اما او دریافته است که دریا بالاتر از خشکی است؛ بنابراین او ابتدا، و داریوش پس از آن، ساخت کانال را متوقف کردند، مبادا دریا با آب رودخانه مخلوط شود و آن را خراب کند. | » |

استرابون همچنین نوشت که سنوسرت سوم شروع به ساختن کانالی کرد، همان‌طور که پلینیوس نیز این کار را کرد.
با این حال، این کانال احتمالاً برای اولین بار در اواخر قرن ۶ قبل از میلاد توسط نخو دوم (حدود ۶۱۰–۵۹۵ قبل از میلاد) حفر شد یا حداقل حفاری آن شروع شد، یا توسط داریوش بزرگ دوباره حفر شد یا احتمالاً تکمیل شد (حدود ۵۵۰–۴۸۶ قبل از میلاد). منابع کلاسیک در مورد زمان نهایی شدن آن اختلاف نظر دارند.
کتیبه‌های داریوش بزرگ در سوئز شامل پنج بنای تاریخی مصری است، از جمله تخته چلوف، که ساخت و تکمیل کانال پیوند دهنده رود نیل با دریای سرخ توسط داریوش بزرگ را گرامی می‌دارد. آنها در امتداد کانال داریوش از طریق دره وادی تومیلات واقع شده بودند و احتمالاً بخش‌هایی از کانال را نیز ثبت کرده‌اند. در نیمه دوم قرن نوزدهم، نقشه‌نگاری فرانسوی بقایای قسمت شمالی-جنوبی کانال داریوش را از کنار شرقی دریاچه تیمسا کشف کردند که به انتهای شمالی دریاچه تلخ بزرگ منتهی می‌شد.
اگرچه هرودوت به ما می‌گوید داریوش اول کار در کانال را ادامه داد، ارسطو، استرابون و پلینی بزرگ گفته‌اند که او نتوانسته آن را کامل کند، در حالی که دیودور سیسیلی از تکمیل کانال توسط نخو دوم اشاره ای نمی‌کند.

## پیامدها
پس از احداث کانال، مسیرهای زمینی برای حمل و نقل کالاهای کاروان شتر از اسکندریه به بندرهای دریای سرخ یا مسیر ابریشم بیزانتیوماز طریق رشته‌کوه قفقاز در دریای خزر و از آنجا به هند می‌رفت.
ناپلئون بناپارت در حین لشکرکشی فرانسه به مصر و سوریه در سال ۱۷۹۹ با کانال روبرو شد.